# Nach dem Ball (Film)

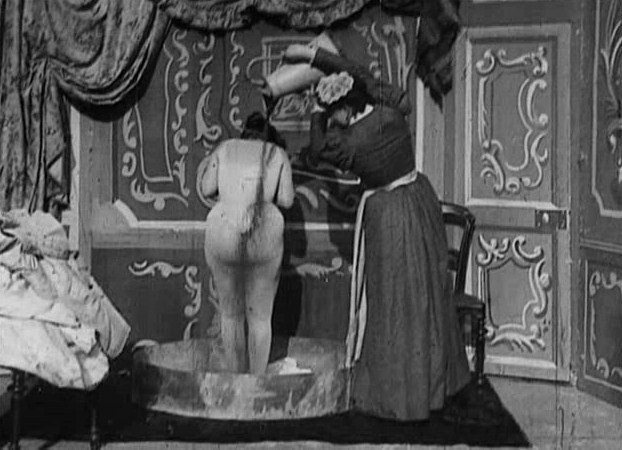
Szene aus Nach dem Ball

Nach dem Ball (Originaltitel: Après le bal, englischer Titel After the Ball) ist ein stummer Kurzfilm des französischen Filmpioniers Georges Méliès aus dem Jahr 1897.
Der Film zeigt eine Dienerin, die einer Frau beim Baden hilft. Sie ist ihr zunächst beim Ausziehen behilflich, badet sie dann und trocknet sie schließlich ab.
Nach dem Ball ist neben Le Coucher de la Mariée aus dem Jahr 1896 einer der ersten Filme mit einer Nacktszene. Die Schauspielerin, Méliès’ zukünftige Ehefrau Jehanne d’Alcy, ist allerdings nicht wirklich nackt, sondern trägt einen elastischen, fleischfarbenen Bodysuit. Das „Wasser“, mit dem sie gewaschen wird, ist eine Art dunkler Sand.